# Thomas Trüschler
Thomas Trüschler (* 1978 in Fulda) ist ein deutscher Schauspieler.

## Leben
Trüschler machte nach der Mittleren Reife zunächst eine Lehre bei der Bahn. Nebenbei war er Mitglied der Theatergruppe Kleinlüder und trat dort in diversen Produktionen auf. Ab dem Jahr 2000 besuchte er eine Schauspielschule in Frankfurt am Main. Nach Abschluss des Studiums 2003 zog Trüschler nach München, nahm dort weiter Schauspielunterricht bei Nicola Tiggeler und stand u. a. neben Hansi Kraus in dem Musical Linie 1 auf der Bühne. Seine erste Fernsehrolle erhielt er 2005 an der Seite von Fritz Wepper und Jutta Speidel in Um Himmels Willen.

## Filmografie (Auszug)
- 2006: Unter uns (Fernsehserie, 3 Folgen)
- 2007: Ahornallee (Fernsehserie, 2 Folgen)
- 2009: dasbloghaus.tv (Fernsehserie, 1 Folge)
- 2012: Aktenzeichen XY....ungelöst (Fernsehreihe, 1 Folge)
- 2019: Aktenzeichen XY....ungelöst (Fernsehreihe, 1 Folge)
- 2019: Schulungsfilm FWU Kommunikation München

## Theater
- 2003/2004: Münchner Theater für Kinder
- 2003: Drei Männer im Schnee, Frankfurt am Main, (Rolle: Fritz Hagedorn)
- 2004: Linie 1 (Rolle: J.i.Mantel, Müslityp u. a.) Oberanger München
- 2004–2015: Die Weiße Rose (Rolle: A.Schmorell). Junges Schauspiel Ensemble München
- 2005: Abraham (Rolle: Georg)
- 2006: Romeo & Julia (Rolle: Benvolio) Theatergastspiele Kempf München
- 2008: Die Weiße Rose (Rolle: A. Schmorell). Junges Schauspiel Ensemble München
- 2008–2011: Im Spiel der Sommerlüfte (Rolle:  Dr. Felix Faber). Junges Schauspiel Ensemble München
- 2009–2013: Mala und Edek (Rolle: Edek). Junges Schauspiel Ensemble München
- 2010–2011: Die Möwe (Rolle: Medwedenko), Junges Schauspiel Ensemble München
- 2010: Medea (Rolle: Jason). Junges Schauspiel Ensemble München
- 2011–2014: Lieben und Töten, das kurze Leben des Heinrich von Kleist (Rolle: Kleist). Junges Schauspiel Ensemble München
- 2012–2014: Kalteis (Rolle: Spielberger, Hans), Junges Schauspiel Ensemble München
- 2012: Aladin und die Wunderlampe (Rolle: Affan). Münchner Theater für Kinder
- 2013: Der gestiefelte Kater (Rolle: Zauberer, Wache), Münchner Theater für Kinder
- 2014: Oh wie schön ist Panama (Rolle: Fuchs, Hase), Münchner Theater für Kinder
- 2014–2017: Kabale und Liebe (Rolle: Ferdinand), Südsehen Theater München
- 2016: Die Möwe (Rolle: Trigorin)
- 2017: Die Räuber (Hermann, Kosinsky, Roller), Südsehen Theater München
- 2017: Peterchens Mondfahrt (Rolle: Wassermann), Münchner Theater für Kinder
- 2018: Kabale und Liebe (Rolle: Ferdinand), Südsehen München
- 2018: Der kleine Lord (Rolle: Dick Schuhputzer), Münchner Theater für Kinder
- 2019 Der Froschkönig (Rolle: Heinrich), Münchner Theater für Kinder
- 2019 Die Zauberflöte (Rolle: Monostatos), Münchner Theater für Kinder
- 2019 Kabale und Liebe (Ferdinand), Südsehen Theater München